# آندرس لانگه
آندرس لانگه (انگلیسی: Anders Lange; ۵ سپتامبر ۱۹۰۴ – ۱۸ اکتبر ۱۹۷۴) سیاست‌مدار اهل نروژ بود.